# Paula Cabaleiro
Paula Cabaleiro Comesaña  (Cangas de Morrazo, Pontevedra, 24 de septiembre de  1986),  es una artista y gestora cultural española, comisaria del Programa de Igualdad "Mulleres en acción Violencia cero" desde el año 2015. Directora del museo MAC Florencio de la Fuente (entre 2015 y 2020). Forma parte de la Junta Directiva de los Premios Crítica de Galicia (desde 2016) y  directora de Cultura de la Diputación de Pontevedra desde mayo de 2020 a 31 de diciembre de 2023.

## Trayectoria profesional
Cabaleiro se licenció en Bellas Artes por la Universidad de Vigo y posteriormente se especializó en gestión con el Máster en Museología, Crítica y Arte Contemporáneo de la Universidad de Santiago de Compostela y el Máster en Educación en la Universidad de Vigo.  
Es crítica de arte contemporáneo y ha dirigido su carrera hacia el comisariado. Fue comisaria del Espacio de Arte de Culturgal (2014-2019), pertenece al Consello da Cultura Galega (desde 2019) y a la junta directiva de los Premios Crítica de Galicia (desde 2016). Fue directora del MAC Florencio de la Fuente (Huete, Cuenca, 2015-2020). Coordina programas como #CreaVigo, “Do Camiño Vivido” o “Somos rúa, facemos arte”, residencias artísticas como “Estudio Aberto” (2013-2016) o “Programa de residencias artísticas MAC Florencio de la Fuente” (2019). Entre sus últimos comisariados destacan "In Landscape Mode" de Chistian Villamide en el CGAC (2019-2020), "Leave here your fears" de Alicia Framis en Cidade da Cultura (2019-2020), "Nación S.A." de Iago Eireos en Diputación de Lugo (2019) o "Omnia Vanitas" de Paula Noya en la Galería Luisa Pita (2020).
Uno de sus proyectos más relevantes fue el que inició en Galicia en el año 2015, con 11 artistas contemporáneas. El proyecto consistió en salir a la calle de forma simultánea, tomando con performances espacios públicos de 10 ayuntamientos de la provincia de Pontevedra con una única premisa: transformar su trabajo artístico en un grito de denuncia. Nació así el programa Mulleres en Acciónː Violencia Zero de Diputación de Pontevedra, que, apoyando y visibilizando el talento de las creadoras gallegas, en directa colaboración con la ciudadanía, ponía el foco sobre la lacra social de violencia machista que azota cada día nuestra sociedad. Desarrollando este 2020 su quinta edición, con 25 ayuntamientos y 25 nuevas acciones cada año, el programa ha consolidado la acción artística reivindicativa contra la violencia machista, habiendo realizado más de 75 piezas, involucrando la participación activa de cientos de personas, de la mano de estas creadoras de referencia en la acción artística.
El Museo Thyssen-Bornemisza presentó en el año 2017 El espacio de la memoria o perspectiva de género, una exposición organizada por el Área de Educación con su participación y la de las artistas Mónica Mura, Paula Noya y Mery Pais, para compartir el trabajo realizado durante los dos últimos años dentro del proyecto 'Nos+otras en red'. El proyecto, iniciado en 2015 para abordar la perspectiva de género, contó con la colaboración de varias asociaciones de mujeres, la Red Museística Provincial de Lugo y el apoyo de The Edmond de Rothschild Foundations. La muestra recogía el proceso creativo de las participantes en los talleres ideados por  las artistas impulsoras. La asistencia a los talleres fue muy diversa, principalmente mujeres que no habían tenido relación con el arte y mediante estos talleres, y los trabajos que realizaron en ellos estimuladas por las artistas, crearon las obras mostradas en la exposición.
En el año 2018 publicó un artículo -siendo directora del MAC- tituladoː Acción, reflexión, reacción. El error como motor de aprendizaje en la gestión cultural,  donde manifestó queː 

En la gestión cultural no hay fórmulas de éxito asegurado. Podríamos detectar ciertas tendencias en alza, algunos modelos de gestión que funcionan satisfactoriamente en un contexto y metodologías que parecen alcanzar cierta eficacia, pero en ningún caso podemos garantizar que dichas estrategias sean extrapolables a otras características territoriales, culturales, sociales, económicas e históricas con el mismo grado de impacto y utilidad.
(Cuadiernu: Difusión, investigación y conservación del patrimonio cultural. 2018)

Con motivo del Xacobeo 2021, Cabaleiro fue nombrada comisaria del programa "Camiño (a) dentro", promovido por la Diputación de Pontevedra (Turismo Rías Baixas), en colaboración con Junta de Galicia. La exposición pasa por los ayuntamientos de Baiona (Dores Temdrás), Tui (Nastasia Zürcher), Oia (María Meijide), A Guarda (Inherente Teatro), Nigrán (Carla Andrade), Porriño (Dúas), Redondela (Carmen Quinteiro), Soutomaior (Helen Bertels), Pontevedra (Lucía Loren) y Caldas (Ruth Monfiel Arias).
Ha colaborado con diversas instituciones como comisaria, organizando exposiciones, ciclos y programas o siendo ponente en congresos, como Centro Gallego de Arte Contemporáneo de Santiago de Compostela, CGAC, Museu Romántico de Porto, Museo Arqueológico de Cacabelos, Red Museística de Lugo, Pazo da Cultura de Pontevedra, Afundación, USC, UVigo, Centro Marcos Valcarcel, Fundación PG Camilo José Cela, Fundación Antonio Pérez, Universidad de Valladolid, Universidad Complutense de Madrid, en MediaLab Prado de Madrid o en el Museo de Pontevedra.
En el año 2020, fue nombrada Directora de Cultura de la Diputación de Pontevedra, tras ser seleccionada por unanimidad en un proceso  de selección llevado a cabo por un órgano técnico de funcionarias de  la propia Diputación de Pontevedra.